# Fritz Müller (biologo)
Friedrich Johann Theodor Müller, altrimenti noto come Fritz Müller (Erfurt, 31 marzo 1821 – Blumenau, 21 maggio 1897), è stato un biologo tedesco.

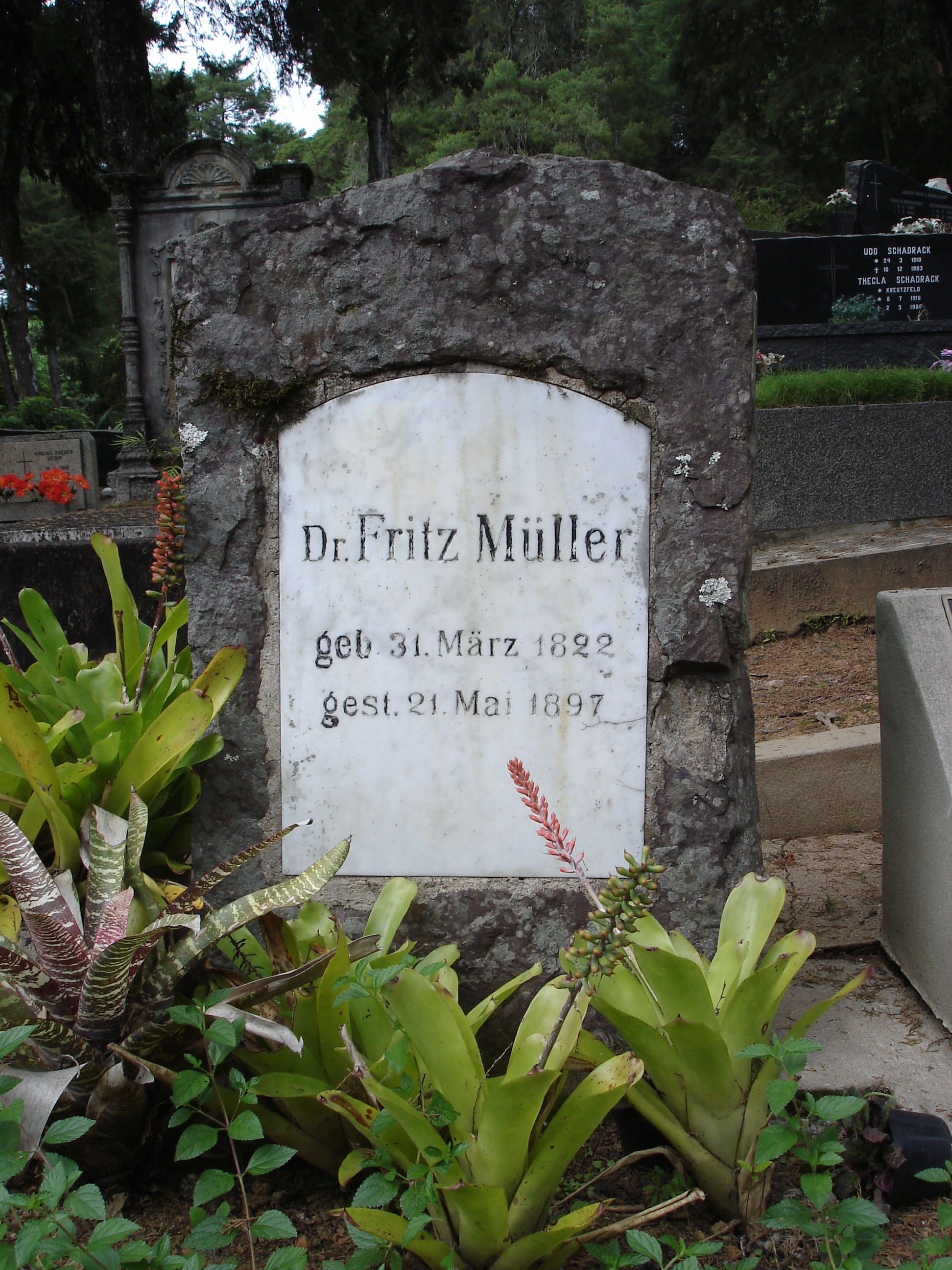

Da lui prende nome il mimetismo mülleriano, che caratterizza insetti come vespe e api.